# Пакистанський рух за справедливість
Рух за справедливість (урду پاکستان تحريک انصاف: Техрік-і-Інсаф) — центристська політична партія, заснована 25 квітня 1996 ріка у Лахорі відомим пакистанським спортсменом Імраном Ханом. Маючи більше 10 мільйонів членів у Пакистані та за кордоном, вона стверджує, що є найбільшою політичною партією країни за кількістю первинних членів, а також однією з найбільших політичних партій у світі.

## Галерея

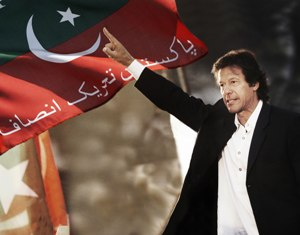
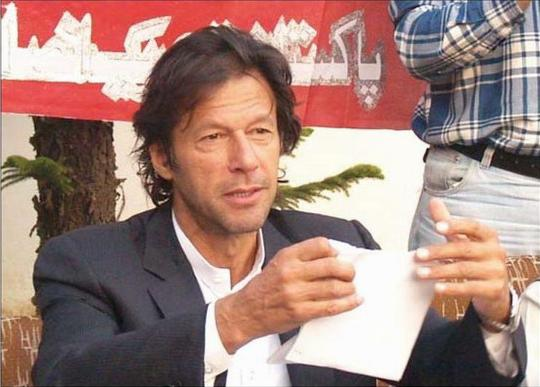
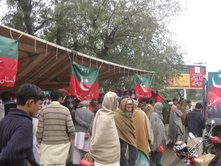
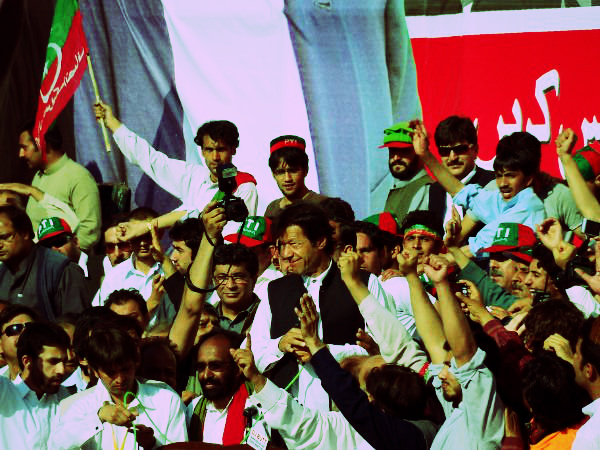